# Mats Johansson
Mats Erik Johansson (ur. 26 stycznia 1971 w Norberg) – szwedzki narciarz, specjalista narciarstwa dowolnego. Zajął 24. miejsce w skokach akrobatycznych podczas mistrzostw świata w Altenmarkt. Zajął także 8. miejsce w tej samej konkurencji na igrzyskach olimpijskich w Lillehammer. Był także dziewiąty w zawodach pokazowych skoków akrobatycznych na igrzyskach w Albertville. Najlepsze wyniki w Pucharze Świata osiągnął w sezonie 1993/1994, kiedy to zajął 34. miejsce w klasyfikacji generalnej.
W 1994 r. zakończył karierę.

## Osiągnięcia

### Igrzyska olimpijskie
| Miejsce | Dzień     | Rok  | Miejscowość | Konkurencja        | Zwycięzca            |
| ------- | --------- | ---- | ----------- | ------------------ | -------------------- |
| 8.      | 24 lutego | 1994 | Lillehammer | Skoki akrobatyczne | Andreas Schönbächler |

### Mistrzostwa świata
| Miejsce | Dzień    | Rok  | Miejscowość | Konkurencja        | Zwycięzca        |
| ------- | -------- | ---- | ----------- | ------------------ | ---------------- |
| 24.     | 14 marca | 1993 | Altenmarkt  | Skoki akrobatyczne | Philippe LaRoche |

#### Miejsca w klasyfikacji generalnej
- sezon 1990/1991: 91.
- sezon 1991/1992: 36.
- sezon 1992/1993: 58.
- sezon 1993/1994: 34.

#### Miejsca na podium
1. La Plagne – 26 lutego 1993 (Skoki akrobatyczne) – 3. miejsce
2. Lake Placid – 23 stycznia 1994 (Skoki akrobatyczne) – 2. miejsce

- W sumie 1 drugie i 1 trzecie miejsce.